# سالواتوره آرونیکا
سالواتوره آرونیکا (انگلیسی: Salvatore Aronica؛ زادهٔ ۲۰ ژانویهٔ ۱۹۷۸) بازیکن فوتبال اهل ایتالیا است.
از باشگاه‌هایی که در آن بازی کرده‌است می‌توان به باشگاه فوتبال رجینا، باشگاه فوتبال فیورنتینا، باشگاه فوتبال آسکولی، باشگاه فوتبال مسینا، باشگاه فوتبال یوونتوس، باشگاه فوتبال کروتونه، باشگاه فوتبال پالرمو، و باشگاه فوتبال ناپولی اشاره کرد.